# کن گوش
کن گوش (انگلیسی: Ken Ghosh؛ زادهٔ ۱۹ اوت ۱۹۶۶) کارگردان فیلم و فیلم‌نامه‌نویس اهل هند است.

## فیلم‌شناسی

### کارگردان
| سال  | فیلم        | تهیه‌کننده                          | یادداشت         |
| ---- | ----------- | ---------------------------------- | --------------- |
| ۲۰۰۳ | عشق عاشقانه | Kumar S. Taurani Ramesh S. Taurani |                 |
| ۲۰۰۴ | فدا         | Kumar S. Taurani Ramesh S. Taurani |                 |
| ۲۰۱۰ | شانس رقص    | رونی اسکروالا                      |                 |
| ۲۰۱۸ | XXX         | اکتا کاپور                         | مجموعه اینترنتی |
| ۲۰۱۸ | Haq Se      | Viraj Kapur and Karan Raj Kohli    | مجموعه اینترنتی |
| ۲۰۱۹ | Abhay       | B.P. Singh and Renu B.P. Singh     | مجموعه اینترنتی |